# Полковник Шабер (фильм, 1978)
«Полковник Шабер» — телефильм, снятый в 1978 году Ленинградским телевидением по одноимённой повести Оноре де Бальзака.

## Краткое содержание
Действие происходит в Париже в 1818 году, в эпоху правления Людовика XVIII. Полковник Шабер — видный и уважаемый французский офицер, сражавшийся за Наполеона в русско-прусско-французской войне. Он получает тяжёлое ранение в Битве при Прейсиш-Эйлау, его долгое время считают погибшим, однако он восстанавливает силы и несколько лет спустя возвращается в родной Париж. Полковник обнаруживает, что всё его имущество перешло в наследство «вдове», которая спустя некоторое время после ошибочного известия о его гибели вновь вышла замуж за титулованного и состоятельного человека. Шабер пытается вернуться к прежней жизни, встречается с женой, но та ничего не хочет знать о вернувшемся муже, так как не желает лишиться своего нынешнего положения.
Шабер приходит к адвокату Дервилю и рассказывает ему обо всём случившемся. Дервиль предлагает старому полковнику свою помощь, но тот, из благородных побуждений, отказывается её принять. Полковник остаётся ни с чем.

## В ролях
- Владислав Стржельчик — полковник Шабер
- Олег Басилашвили — адвокат Дервиль
- Наталья Тенякова — графиня Ферро
- Валерий Кузин — Дельбек, управляющий графини
- Иван Мокеев — Букар, старший письмоводитель
- Михаил Боярский — Годешаль, письмоводитель
- Лев Лемке — Кротта, нотариус
- Николай Боярский — Верньо, молочник
- Виктор Гвоздицкий — Гюре, писец
- Евгений Баранов — Симонен, рассыльный
- Мария Призван-Соколова — прислуга Дервиля

## Съёмочная группа
- Автор сценария и режиссёр-постановщик: Ирина Сорокина
- Оператор-постановщик: Михаил Филиппов
- Художник: Александр Евграфов
- В качестве музыкального оформления в телефильме использованы произведения Л. Бетховена.